# Картункова, Ольга Александровна
О́льга Алекса́ндровна Картунко́ва (при рождении Рудако́ва; род. 4 марта 1978, Винсады, Ставропольский край, СССР) — российская комедийная актриса кино и телевидения, телеведущая. Капитан команды КВН «ГородЪ ПятигорскЪ». Участница комедийного шоу «Однажды в России» на ТНТ, а также экс-ведущая ток-шоу «Женский клуб».

## Биография
Родилась 4 марта 1978 года в с Винсады Предгорного района Ставропольского края. Ольга состояла на учете в детской комнате милиции, поскольку нередко была участницей драк.
Окончила 9 классов средней школы. По настоянию родителей поступила на юридический факультет, окончила его в 1999 году по специальности «Делопроизводитель». Затем работала в доме культуры методистом по работе с детьми, где начала участвовать в местных играх КВН сначала как сценарист и режиссёр, а затем и в качестве актрисы. В 2006 году приняла участие в фестивале команд КВН. В 2009 году в составе команды «Ноев ковчег» попала в финал Центральной краснодарской лиги КВН. В 2010 году стала капитаном команды КВН, поменявшей название на «ГородЪ ПятигорскЪ». В том же году команда стала чемпионом Первой лиги КВН. В 2013 команда «ГородЪ ПятигорскЪ» стала чемпионом Высшей лиги КВН и музыкального фестиваля «Голосящий КиВиН», где Картункова была отмечена специальным «Янтарным КиВиНом».
В 2014 году по приглашению продюсера Comedy Club Production Вячеслава Дусмухаметова стала актрисой комедийного шоу «Однажды в России» на ТНТ.
В 2024 году была приглашена на телеканале «Пятница!», в качестве ведущей вокального шоу «Царица».

## Личная жизнь
- Бывший муж (были женаты с 1997 по 2018 года) — Виталий Картунков[7][8][9]. 
  - Сын — Александр (род. 1998). Предприниматель. Окончил Школу Кавказского гостеприимства СКФУ[7][10].
  - Дочь — Виктория (род. 1999). Закончила Краснодарский государственный институт культуры[7]; актриса.

## Фильмография
| Год          |   | Название                               | Роль                             |
| ------------ | - | -------------------------------------- | -------------------------------- |
| 2016         | ф | Жених                                  | Люба                             |
| 2018         | с | Ералаш (выпуск № 330, «Как здоровье?») | учительница Вера Андреевна       |
| 2019 — н. в. | с | Две девицы на мели                     | Оля Моргунова                    |
| 2022         | ф | СамоИрония судьбы                      | Надя Шевелёва                    |
| 2023 — н. в. | с | Сеструха                               | Наташа                           |
| 2023         | ф | Иван Васильевич меняет всё             | царица Марфа Васильевна Собакина |
| 2024         | ф | Небриллиантовая рука                   | Варвара Сергеевна Плющ           |